# Mandado de Deus
O Mandado de Deus é o nome popular porque ficou conhecido o grande sismo e maremoto que a 9 de Julho de 1757 abalou a ilha de São Jorge, Açores e ilhas vizinhas, causando nelas grande destruição e mortandade. Do abalo resultou a morte imediata de pelo menos 1053 pessoas na ilha de São Jorge e 11 na ilha do Pico. Com os feridos que vieram a perecer e os desaparecidos, estima-se que tenham morrido cerca de 1500 pessoas.

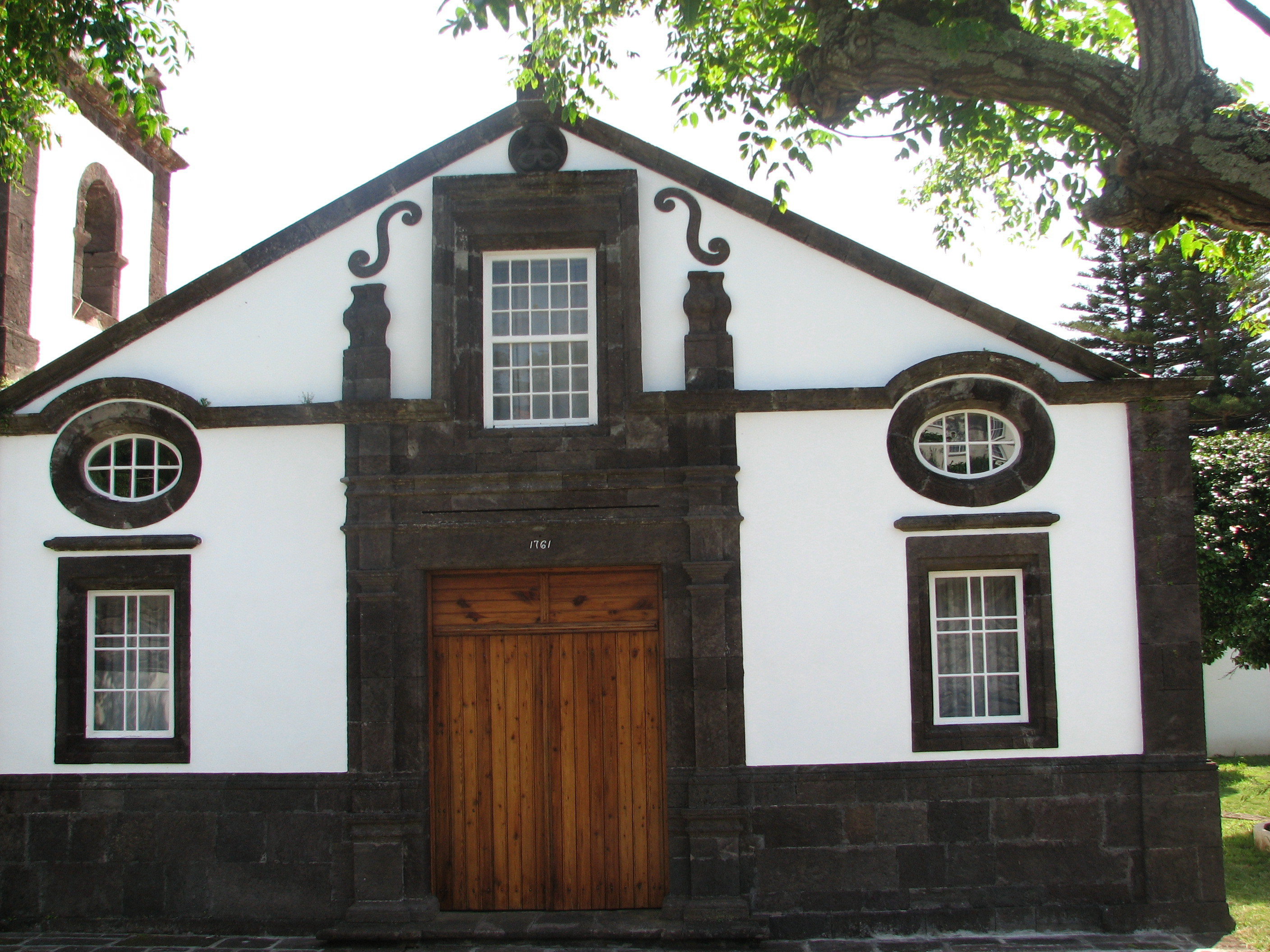
Fachada da Matriz da Vila do Topo. O ano de 1761 inscrito sobre o portal indica a data de reconstrução após o Mandado de Deus.

O Mandado de Deus foi o mais violento dos terramotos de que há memória nos Açores, causando destruição generalizada e formando muitas das actuais fajãs, entre elas a da Caldeira de Santo Cristo. Dos grandes deslizamentos resultou um maremoto que atingiu todo o Grupo Central. Pelo menos 1053 pessoas morreram em São Jorge e 11 no Pico. O terramoto foi tal que a norte desta ilha, distância de 100 braças, pouco mais, se levantaram dezoito ilhotas, umas maiores que outras. Apareceram todas na manhã do dia 10 [de Julho]. É navegável o mar entre as ditas, e a ilha. Nas Fajãs dos Vimes, São João e Cubres, se moveu a terra, voltando-se do centro para cima, de sorte que nelas não há sinal [de] onde houvesse edifício. No Faial o sismo foi sentido sem causar grandes danos.

## Descrição contemporânea do Mandado de Deus
Angra, 2 de Setembro — Na noite de sábado, 9 de Julho do presente ano de 1757, pelas onze horas e três quartos, sentiu-se em toda esta ilha um abalo de terra que duraria dois minutos, com o qual ficaram arruinados quase todos os edifícios, além dos templos. Destes, os que experimentaram maior estrago nesta cidade, foram o Colégio da Companhia [de Jesus], o Convento de São Francisco e o mosteiro das religiosas da Conceição.
Principiou o abalo por elevação, com uma notável violência, em que pareceu subir a terra mais de três ou quatro palmos; e caindo logo, principiou por elevação em um moto vibratório, de oeste a leste, que a durar mais um instante não ficaria edifício algum em pé, sepultando a todos em ruínas.
No dia seguinte repetiu o tremor, pelas dez horas da manhã, e quatro da tarde, com igual movimento que o primeiro, mas menos sensíveis. Os moradores se retiraram nos campos. Hoje se acha a maioria deles recolhida às suas habitações.
Na ilha de S. Jorge, distante desta 12 léguas, se sentiu o mesmo abalo, às mesmas horas; porém com muito maior violência, de sorte que conforme o exame que se tem feito, ficaram sepultadas nas ruínas 1053 pessoas. Ao norte desta ilha, distância de 100 braças, pouco mais, se levantaram dezoito ilhotas, umas maiores que outras. Apareceram todas na manhã do dia 10 [de Julho]. É navegável o mar entre as ditas, e a ilha. Nas Fajãs dos Vimes, São João e Cubres, se moveu a terra, voltando-se do centro para cima, de sorte que nelas não há sinal [de] onde houvesse edifício. Destes três lugares correu a terra ao mar, e nele fez vários baixios. Em outra parte da mesma ilha correram vários pedaços, e se acham separados dela, no mar, em pequena distância, conservando suas árvores; e em um deles uma casa, cujos moradores não experimentaram na separação moléstia alguma, antes a não sentiram, nem conheceram separada, senão no dia seguinte.
[O] Monte Formoso, que fica a lés-sueste da ilha, se partiu e correu metade ao mar [numa] distância de 90 ou 100 braças; que fez uma grande ponta por ele dentro.
Da ponta da ilha, chamada Topo, que fica a leste, correndo distância de nove ou dez léguas pelo sul da ilha, não se acha uma só casa em pé até à vila da Calheta; e em toda esta longitude se abriu a terra, por ser montuosa, e se despenhou mais de um quarto de légua, correndo e voltando-se os montes.
Alguns lugares desta ilha eram por terra incomunicáveis: hoje, porém, por causa da corrida, e despenho de terra, rodam carros de uma para outra, pela planície que fez na costa do mar, sendo antes altíssimas rochas. No lugar do Norte Grande saiu a terra ao mar, em uma ponta, mais de 150 braças.
Vivem os moradores desta ilha quase todos nos montes, abarracados. Continuam nela os tremores, e as rochas estão continuamente caindo, porque a terra se abriu em fendas profundas, que em partes têm mais de uma braça de largo.
A ilha do Pico, pela parte que corresponde à de S. Jorge, experimentou o mesmo estrago, mas com morte somente de onze pessoas em três lugares.
No primeiro terramoto houve enchente de mar nesta ilha Terceira, que correu de oeste para leste; na Graciosa de sudoeste; na ilha do Faial houve tremor com enchente menos sensível; em São Miguel e Santa Maria, tremor somente; na das Flores e Corvo, nada.

## Fonte
Texto extraído da Colecção das Memórias Literárias para a História de Portugal, por frei Vicente Salgado, pregador geral, ano de 1770 - ms. da Biblioteca de Jesus, anexa à da Academia das Ciências de Lisboa,  publicado na Revista dos Açores e em História das Quatro Ilhas que Formam o Distrito da Horta, de António Lourenço da Silveira Macedo, Horta, 1871, pg. 186-188.